# 斯捷普诺夫斯基农村居民点
斯捷普诺夫斯基农村居民点（俄语：Степновское сельское поселение）是俄罗斯联邦伏尔加格勒州尼古拉耶夫斯克区所属的一个农村居民点。其下辖有2个居民点，行政中心为斯捷普诺夫斯基。据2016年统计，该农村居民点的人口为1381人。